# Епархия Колды
Епархия Колды (лат. Dioecesis Koldaensis) — епархия Римско-Католической церкви c центром в городе Колда, Сенегал. Епархия Колды распространяет свою юрисдикцию на территорию области Колда. Епархия Колды входит в митрополию Дакара. Кафедральным собором епархии Колды является церковь Богоматери Победоносной.

## История
22 декабря 1999 года Римский папа Иоанн Павел II издал буллу Cum ad aeternam, которой учредил епархию Колды, выделив её из епархии Зигиншора.

## Ординарии епархии
- епископ Jean-Pierre Bassène (22.12.1999 — по настоящее время).

## Источник
- Annuario Pontificio, Libreria Editrice Vaticana, Città del Vaticano, 2003, ISBN 88-209-7422-3
- Булла Cum ad aeternam  (лат.)